# Bernhard Ebner (Eishockeyspieler)
Bernhard Ebner (* 12. September 1990 in Schongau) ist ein deutscher Eishockeyspieler, der seit Juli 2025 erneut beim ESV Kaufbeuren aus der DEL2 unter Vertrag steht und dort auf der Position des Verteidigers spielt. Zuvor absolvierte Ebner über den Zeitraum von 13 Spielzeiten annähernd 600 Pflichtspiele für die Düsseldorfer EG in der Deutschen Eishockey Liga (DEL).

## Karriere

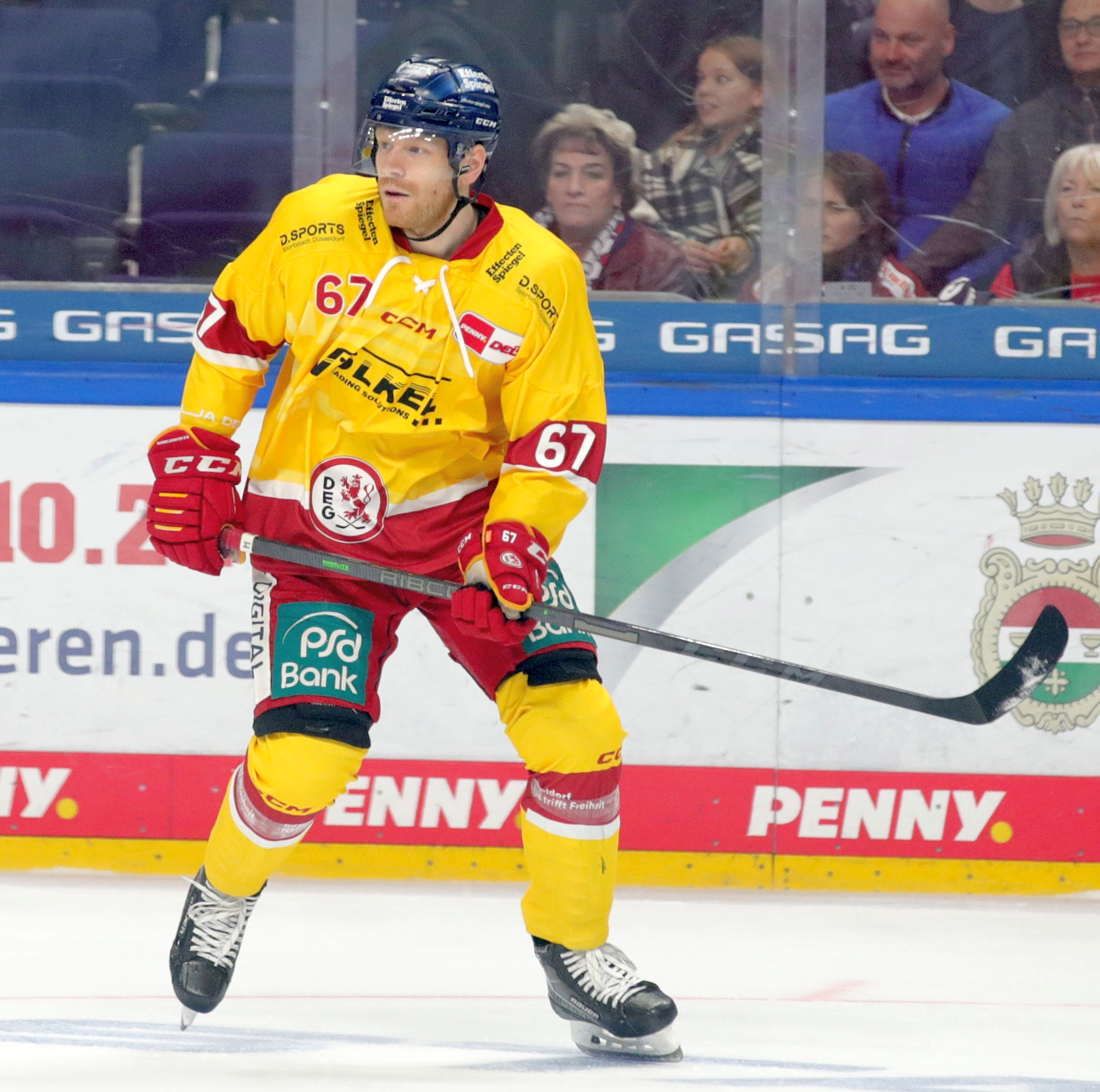
Ebner im Trikot der Düsseldorfer EG (2022)

Ebner begann seine Karriere als Eishockeyspieler in der Nachwuchsabteilung des EC Peiting, für die er bis in das Schüleralter auflief. Danach wechselte er zum ESV Kaufbeuren in die Schüler-Bundesliga, in der er bis 2005 aktiv war. Anschließend schloss er sich dem SC Riessersee an, für dessen Juniorenmannschaft er von 2005 bis 2008 in der Deutschen Nachwuchsliga (DNL) spielte. Für die Seniorenmannschaft des SC Riessersee kam der Verteidiger in der Saison 2006/07 zudem zu zwei Einsätzen in der drittklassigen Oberliga sowie in der folgenden Spielzeit zu seinen ersten beiden Einsätzen in der professionellen 2. Bundesliga, in der er von 2008 bis 2010 Stammspieler für den SC Riessersee war. In der Saison 2008/09 stand er parallel zudem für den Oberligisten EC Peiting auf dem Eis. Von 2010 bis 2012 trat der ehemalige Junioren-Nationalspieler für seinen Ex-Klub ESV Kaufbeuren in der 2. Bundesliga an und entwickelte sich dort zu einem der Führungsspieler innerhalb der Mannschaft.
Zur Saison 2012/13 wurde Ebner von der Düsseldorfer EG aus der Deutschen Eishockey Liga (DEL) verpflichtet. Ebner kam zugute, dass die DEG sich nach dem Ausstieg des Hauptsponsors Metro AG in einer finanziell schwierigen Lage befand und daher auf junge Spieler setzte. In seinen ersten beiden Spielzeiten belegte die DEG jeweils den letzten Tabellenplatz. Ebner konnte aber überzeugen und wurde sofort zum Stammspieler. In der Spielzeit 2012/13 wurde er von der Liga als DEL-Rookie des Jahres ausgezeichnet. Zur Saison 2014/15 verpflichtete die DEG Stephan Daschner, mit dem Ebner eines der stärksten deutschen Verteidigungspaare der Liga bildete. Im August 2015 verlängerte Ebner seinen Vertrag bei der DEG vorzeitig bis 2019, später wurde er erneut verlängert. Im Mai 2022 wurde Ebners Vertrag erneut bis 2025 verlängert. Am 12. Februar 2023 absolvierte Ebner sein 500. DEL-Spiel für die DEG, mit der er am Ende der Saison 2024/25 in die DEL2 abstieg.
Zur folgenden Spielzeit wechselte der Verteidiger zu seinem Ausbildungsverein nach Kaufbeuren in die DEL2 zurück.

### International
Für Deutschland nahm Ebner an der U18-Junioren-Weltmeisterschaft 2008 teil. Seit 2013 spielt Ebner in der A-Nationalmannschaft, mit der er an der Qualifikation für die Olympischen Winterspiele 2014 im russischen Sotschi teilnahm. Sein erstes großes internationales Turnier bestritt er mit der Weltmeisterschaft 2018 in Dänemark.

## Erfolge und Auszeichnungen
- 2013 DEL-Rookie des Jahres

## Karrierestatistik
Stand: Ende der Saison 2024/25

### International
Vertrat Deutschland bei:
- U18-Junioren-Weltmeisterschaft 2008
- Qualifikationsturnier für die Olympischen Winterspiele 2014
- Weltmeisterschaft 2018

(Legende zur Spielerstatistik: Sp oder GP = absolvierte Spiele; T oder G = erzielte Tore; V oder A = erzielte Assists; Pkt oder Pts = erzielte Scorerpunkte; SM oder PIM = erhaltene Strafminuten; +/− = Plus/Minus-Bilanz; PP = erzielte Überzahltore; SH = erzielte Unterzahltore; GW = erzielte Siegtore; 1 Play-downs/Relegation; Kursiv: Statistik nicht vollständig)